# U-Bahn-Station Neue Donau
Neue Donau is een metrostation in het district Floridsdorf van de Oostenrijkse hoofdstad Wenen. Het station werd geopend op 4 mei 1996 en wordt bediend door lijn U6.
Het station is genoemd naar de overlaat die tussen 1972 en 1988 aan de oostkant van de Donau werd aangelegd.

## Ligging en inrichting
Het station ligt naast de sporen van de eerste lijn van de Weense S-Bahn uit 1959 op de oostoever van de Neue Donau. De perrons liggen boven de stationshal en strekken zich aan de oostkant uit boven de Donauuferautobahn. De zijperrons zijn met vaste trappen en liften verbonden met de stationshal. De toegangen liggen aan de Georg-Danzer-Steg, een fiets en voetpad dat onder de sporen ligt op de brug over de Neue Donau. Buslijn 20A heeft een halte bij het station en zomers doet ook de “Bäderbus” lijn 20B het station aan die de stranden langs de Alte Donau bedient. Het grootste reizigersaanbod is tijdens het jaarlijkse Donauinselfest, dan zorgen medewerkers van het metrobedrijf samen met de politie voor een vlotte doorstroming. Tot september 2000 stopte de S-Bahn bij station Strandbäder, iets ten oosten van het station, echter zonder directe overstap op U6.
Vlak bij het station staat sinds 1979 het Islamische Zentrum Wien, het eerste als moskee herkenbare gebedshuis dat in Oostenrijk gebouwd werd.

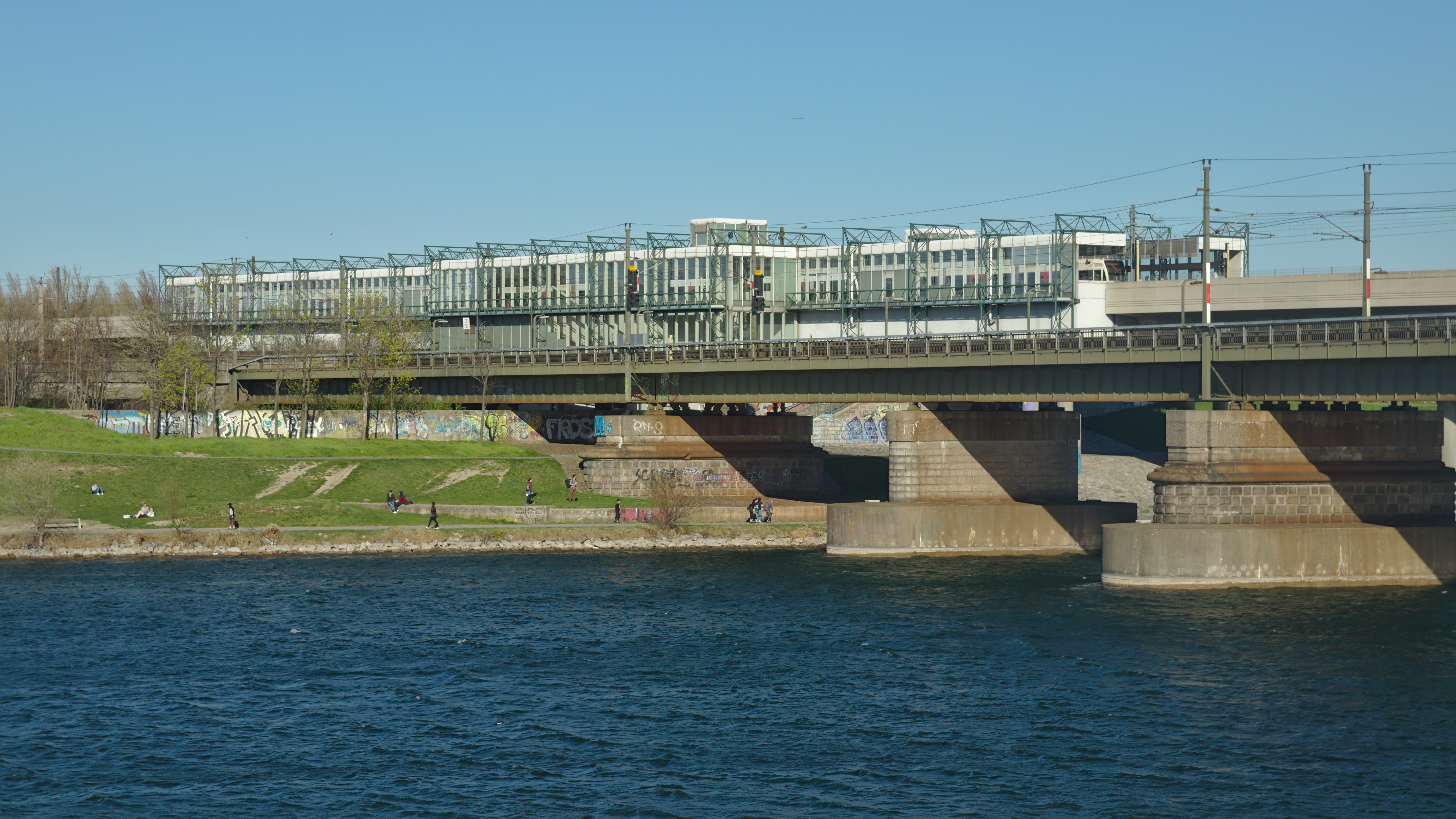
De noordkant van het station achter de Nordbahnbrücke van de S-Bahn.
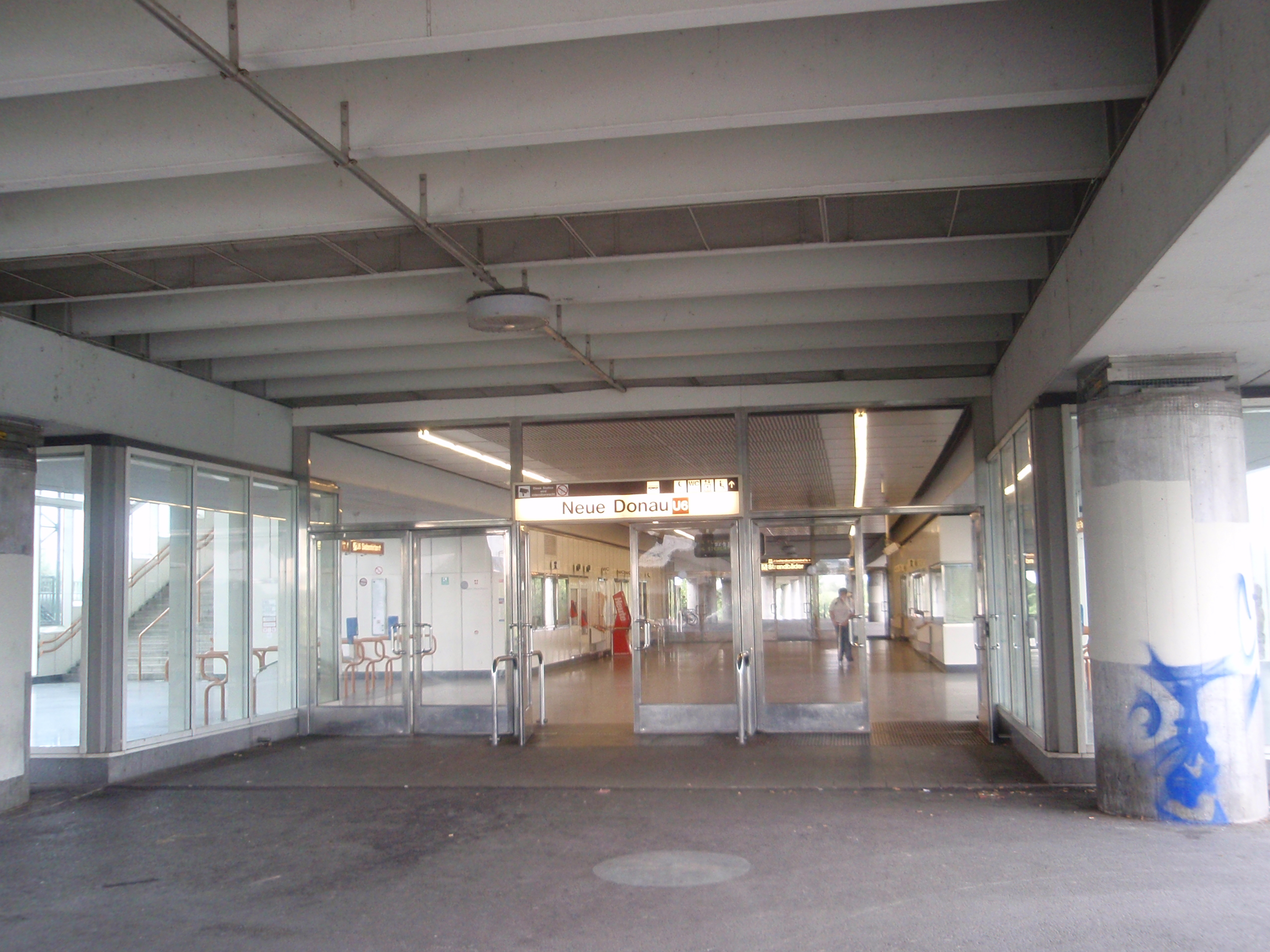
De stationshal onder de sporen.
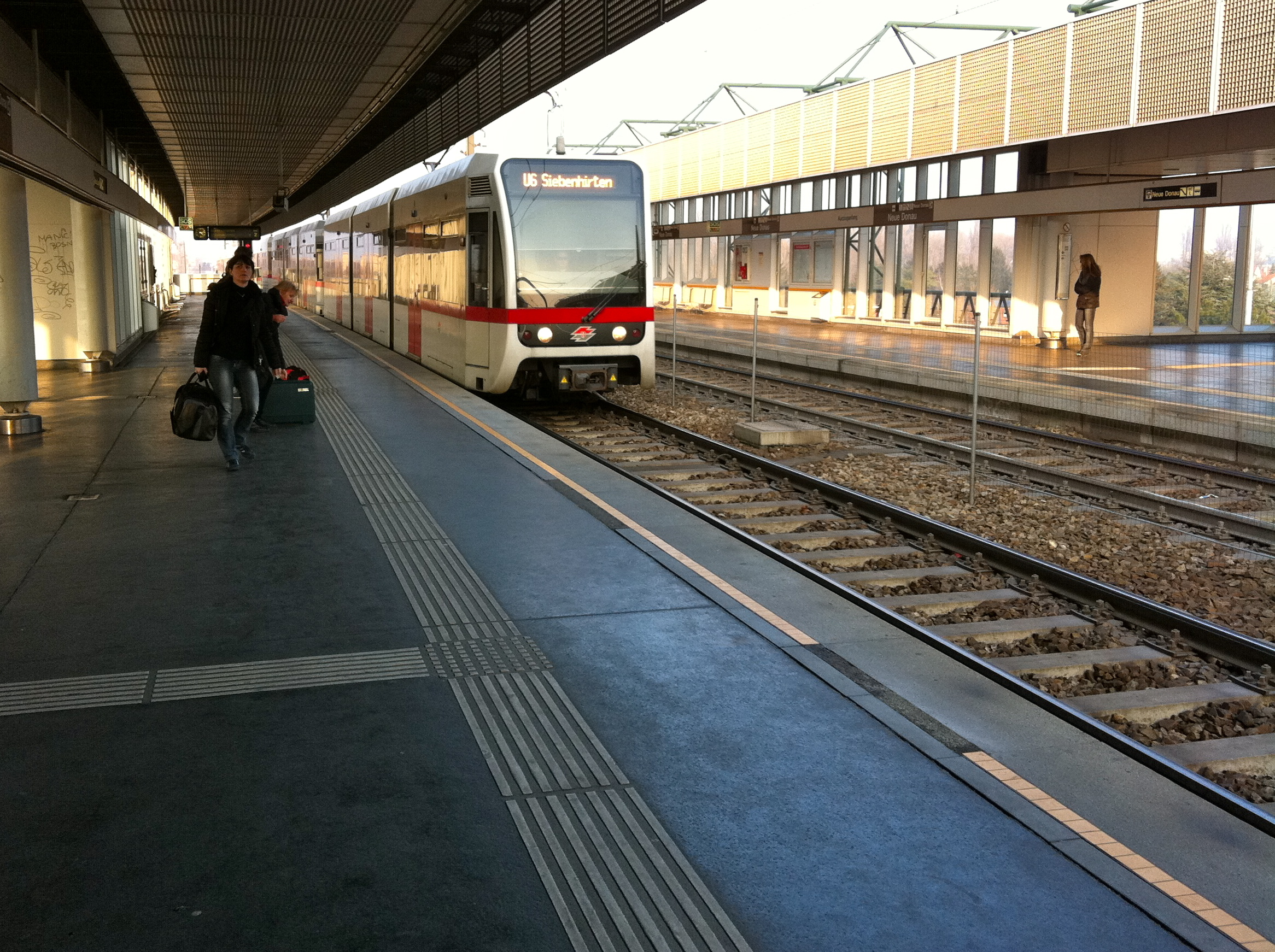
Een metro op weg naar het zuiden langs het perron.